# NGC 6378
NGC 6378 este o galaxie spirală situată în constelația Ophiuchus. A fost descoperită în 13 iulie 1876 de către Édouard Stephan⁠(d). Se află la o distanță de 97,32 de megaparseci de Pământ.